# Ioan Pânzaru
Ioan Pânzaru (n. 15 octombrie 1950, Focșani, județul Vrancea) este un profesor universitar la Facultatea de Limbi și Literaturi Străine din cadrul Universității din București, specialist în literatura franceză medievală. A fost rector al Universității din București.

## Biografie
Ioan Pânzaru s-a născut la Focșani, la 15 octombrie 1950. Tatăl său, Eniță Pânzaru, a fost jurist, iar mama sa, Aurelia Pânzaru, a fost funcționară.
A absolvit Colegiul Național "Unirea" din Focșani în anul 1969, apoi a urmat Facultatea de limbi romanice, clasice și orientale de la Universitatea București, absolvind secția de Limba și literatura franceză.
După absolvirea facultății, în 1973, a fost repartizat asistent la Facultatea de limbi străine din București.
A fost membru al Partidului Comunist din România din 1970.
Ioan Pânzaru a obținut titlul de doctor în anul 1980 cu o teză despre La Chanson de geste et le récit oral. A obținut rezultate meritorii în activitatea didactică, a condus seminarii de literatura franceză și ore de curs, dovedind creșterea experienței sale pedagogice. Activitatea științifică pe care o desfășoară este orientată spre psihologia artei și teoriei literaturii franceze.

## Selecție din operele publicate
- L'Escarboucle. Mythe et philosophie de la gemme au Moyen Age
- Despre alegorie
- Program estetic și figură în evul mediu
- De la monstru la frumusețea ideală. Imaginația la sfârșitul Evului Mediu
- Mélanges polypharmaques, ou La Thériaque aujourd'hui
- Ex eremita episcopus. L’ermite et la société au premier Moyen Age
- L’Objet stratigraphique : La Majesté de sainte Foy de Conques
- Erreurs
- Caput mystice. Fonctions symboliques de la tête chez les exégètes de la seconde moitié du XIIe siècle
- Gradele de realitate. Antropologia spațiului fictiv în secolul al XV-lea
- Le Regard flamand. La profondeur de la représentation et sa problématique
- Interprétations de la militia spiritualis (XIe-XIIe siècles)
- Narațiune și cunoaștere